# Michael Connelly
Pour les articles homonymes, voir Connelly.
Michael Connelly, né le 21 juillet 1956, est l'un des principaux écrivains américains de romans policiers, relatant notamment les enquêtes de son héros récurrent Harry Bosch.

## Biographie
Michael Connelly est né le 21 juillet 1956 à Philadelphie. Il déménage avec ses parents en Floride en 1968. Il est diplômé de l'université de Floride, avec un bachelor's degree en journalisme en 1980. Il travaille ensuite comme journaliste à Daytona Beach et Fort Lauderdale (Floride). Il se marie en 1984 avec Linda McCaleb, qu'il a rencontrée à l'université. En 1986, il est le co-auteur d'un article sur les rescapés du crash du vol Delta Air Lines 191, qui figure parmi les finalistes pour le prix Pulitzer, ce qui lui permet de devenir chroniqueur judiciaire pour le Los Angeles Times.
Il se lance dans la carrière d'écrivain en 1992 avec Les Égouts de Los Angeles, son premier polar, où l'on découvre le personnage de Harry Bosch, inspecteur du LAPD (Los Angeles Police Departement), le héros récurrent de la plupart des romans suivants. Il reçoit pour ce livre le prix Edgar-Allan-Poe du meilleur premier roman policier l'année suivante.
Il écrit par la suite environ un roman par an, en obtenant régulièrement un succès en librairie, et abandonne le journalisme en 1994. Son roman Le Poète reçoit le prix Mystère de la critique du meilleur roman étranger en 1998 et Créance de sang le grand prix de littérature policière du roman étranger en 1999.
En 2001, il quitte Los Angeles et emménage à Tampa, en Floride.
Parmi les romans ne mettant pas en scène Harry Bosch, Créance de sang est adapté au cinéma dans un film de même nom en 2002. Il est réalisé par Clint Eastwood, qui y incarne Terry McCaleb, un ancien agent du FBI. La Défense Lincoln, un roman procédural qui permet à l'auteur de puiser dans son expérience de chroniqueur judiciaire, est lui aussi adapté au cinéma dans un film de même nom en 2011.
Entre 2009 et 2011, Michael Connelly — avec les écrivains et scénaristes Stephen J. Cannell, Dennis Lehane et James Patterson — apparaît à plusieurs reprises dans son propre rôle dans les saisons 2 et 3 de la série Castle. Lors de séquences présentant des parties de poker jouées avec Richard Castle, le romancier fictif est présenté comme le pair de ces auteurs bien réels et discute avec eux de ses enquêtes. C'est également Michael Connelly en personne qui remet à Richard Castle un prix littéraire dans l'épisode final de la saison 7 (diffusé en mai 2015).
À partir de 2014, les romans mettant en scène Harry Bosch sont adaptés en une série télévisée éponyme. Le rôle-titre est interprété par Titus Welliver.

## Méthode d'écriture
Michael Connelly part d'une intrigue générale dont il définit surtout le début et la fin. Il écrit après au fur et à mesure sans plan détaillé : « Travailler avec un plan, c'est comme travailler avec un patron, un patron qui vous dit ce que vous devez faire. Et ce patron, franchement, je m'en passe très bien. »
Le point de vue du narrateur change d'un ouvrage à l'autre, et parfois même au sein du même ouvrage : le récit est écrit soit à la troisième personne, soit à la première. Dans ce dernier cas, ce peut être le héros (souvent Harry Bosch) ou l'assassin.
Il écrit sur ordinateur, sans avoir besoin d'être dans un endroit particulier. En revanche, il se force à des horaires stricts, notamment en commençant tôt.

## Personnages récurrents
- Hieronymus « Harry » Bosch :  Inspecteur du LAPD, affecté à la division des homicides d'Hollywood, puis à la division des affaires non résolues. Vétéran de la guerre du Vietnam, il faisait partie des unités surnommées les « rats de tunnel », chargées d'explorer les réseaux souterrains creusés par l’armée Vietnamienne.

- Maddie Bosch : Fille de Harry Bosch et d’Eleanor Wish. Présente dès l’enfance, elle devient progressivement un personnage important, notamment dans les romans plus récents où elle envisage une carrière dans la police.

- Jerry Edgar : Inspecteur du LAPD et partenaire régulier de Bosch.

- Renée Ballard : Inspectrice au LAPD travaillant à l’unité de nuit. Elle collabore avec Bosch dans plusieurs enquêtes et devient une figure centrale dans les titres les plus récents.

- Eleanor Wish : Ex-agent du FBI et ex-femme de Bosch. Mère de Maddie Bosch.

- Rachel Walling : Agent du FBI spécialisée dans les profils criminels. Elle entretient une relation personnelle et professionnelle avec Bosch dans plusieurs romans.

- Mickey Haller : Avocat de la défense, demi-frère de Bosch par leur père commun. Il est le personnage principal dans plusieurs romans où les deux hommes collaborent ou s’opposent.

- Kizmin « Kiz » Rider : Inspectrice du LAPD, partenaire de Bosch, notamment dans la section des affaires non résolues.

- Irvin Irving : Chef adjoint du LAPD, puis conseiller municipal de Los Angeles. Rival de Bosch, il représente l’autorité politique.

- Grace Billets : Lieutenant du LAPD et supérieure hiérarchique directe de Bosch. Elle le soutient face aux tensions internes du département.

- Terry McCaleb : Ancien profiler du FBI, greffé du cœur, vivant sur l’île de Santa Catalina.

- Jack McEvoy : Journaliste d’investigation, il enquête notamment sur le « Poète » et revient dans L’Épouvantail et Séquences mortelles en tant que personnage principal.

- Maggie McPherson : Procureure surnommée « McFierce » La féroce, ex-femme de Mickey Haller et mère de leur fille. Elle intervient dans plusieurs affaires judiciaires.

- Roy Lindell : Agent du FBI apparaissant dans plusieurs enquêtes liées au terrorisme ou à la corruption.

- Harvey « Ninety-Eight » Pounds : Ancien supérieur de Bosch.

- Frankie Sheehan : Premier partenaire de Bosch.

- John Chastain : Inspecteur du Bureau des affaires internes du LAPD.

- Janis Langwiser : Avocate intervenant régulièrement dans les affaires judiciaires liées à Bosch ou Haller.

- Cassie Black : Cambrioleuse professionnelle, protagoniste du roman La Lune était noire. Bien qu’elle n’interagisse pas avec Bosch, elle fait partie du même univers.

- Henry Pierce : Chercheur dans le domaine pharmaceutique et personnage principal du roman Darling Lilly. Il n’est pas relié aux autres séries mais figure dans l’univers commun.

- Sam Scales : Escroc et arnaqueur qui revient dans plusieurs romans.

- Lance Stilwell : Inspecteur du comté de Los Angeles (Sheriff’s Department), transféré sur l’île de Santa Catalina après un conflit avec sa hiérarchie.

## Œuvre
Tous les personnages de Michael Connelly évoluent dans le même univers et se croisent régulièrement dans les différents volumes. C'est pourquoi certains ouvrages peuvent appartenir à deux cycles différents. On peut de fait considérer l'œuvre romanesque de Connelly comme un métacycle, la chronologie interne et celle d'écriture des romans étant parfaitement en phase.
La liste comporte le titre français et la date de première publication en France, suivis du titre américain et de la date de première publication aux États-Unis. L'ordre des cycles est conforme à celui du site officiel de Michael Connelly.

### SérieHarry Bosch

#### Romans
1. Les Égouts de Los Angeles, Éditions du Seuil, 1993 ((en) The Black Echo, 1992  (ISBN 0-316-15361-3)), trad. Jean Esch, 362 p.  (ISBN 0-316-15361-3)
2. La Glace noire, Éditions du Seuil, 1995 ((en) The Black Ice, 1993  (ISBN 0-316-15382-6)), trad. Jean Esch, 377 p.  (ISBN 2-02-020706-0)
3. La Blonde en béton, Éditions du Seuil, 1996 ((en) The Concrete Blonde, 1994  (ISBN 0-316-15383-4)), trad. Jean Esch, 368 p.  (ISBN 2-02-022652-9)
4. Le Dernier Coyote, Éditions du Seuil, 1999 ((en) The Last Coyote, 1995  (ISBN 0-316-15390-7)), trad. Jean Esch, 377 p.  (ISBN 2-02-028534-7)
5. Le Cadavre dans la Rolls, Éditions du Seuil, 1998 ((en) Trunk Music, 1997  (ISBN 0-316-15244-7)), trad. Jean Esch  (ISBN 2-02-031180-1)
6. L'Envol des anges, Éditions du Seuil, 2000 ((en) Angels Flight, 1999  (ISBN 0-316-15219-6)), trad. Jean Esch, 352 p.  (ISBN 2-02-035165-X)
7. L'Oiseau des ténèbres, Éditions du Seuil, 2001 ((en) A Darkness More Than Night, 2001  (ISBN 0-316-15407-5)), trad. Robert Pépin, 405 p.  (ISBN 2-02-044460-7)Dans lequel apparaissent également Terry McCaleb (qui enquête sur Bosch) et Jack McEvoy
8. Wonderland Avenue, Éditions du Seuil, 2002 ((en) City of Bones, 2002  (ISBN 0316154059)), trad. Robert Pépin, 338 p.  (ISBN 2-02-052437-6)
9. Lumière morte, Éditions du Seuil, 2003 ((en) Lost Light, 2003  (ISBN 0-316-15460-1)), trad. Robert Pépin, 385 p.  (ISBN 978-2-020-68540-5)
10. Los Angeles River, Éditions du Seuil, 2004 ((en) The Narrows, 2004  (ISBN 0-316-15530-6)), trad. Robert Pépin, 395 p.  (ISBN 978-2-020-81350-1)Bosch enquête sur la mort de Terry McCaleb, à la demande de sa veuve. Par certains aspects, le roman est une sorte de « suite » du Poète, mais aussi de Créance de sang et de L'Oiseau des ténèbres
11. Deuil interdit, Éditions du Seuil, 2005 ((en) The Closers, 2005  (ISBN 0-316-73494-2)), trad. Robert Pépin  (ISBN 978-2-020-66274-1)
12. Echo Park, Éditions du Seuil, 2007 ((en) Echo Park, 2006  (ISBN 0-7528-6584-6)), trad. Robert Pépin, 361 p.  (ISBN 978-2-020-86091-8)Dans lequel figure l'agent Rachel Walling
13. À genoux, Éditions du Seuil, 2008 ((en) The Overlook, 2007  (ISBN 0-316-01895-3)), 288 p.  (ISBN 978-2-757-81379-9)Dans lequel participe l'agent Rachel Walling
14. Les Neuf Dragons, Éditions du Seuil, 2011 ((en) 9 Dragons, 2009  (ISBN 978-0-316-07104-8)), trad. Robert Pépin, 471 p.  (ISBN 978-2-757-82830-4)Dans lequel apparaît brièvement Mickey Haller
15. Ceux qui tombent, Calmann-Lévy, 2014 ((en) The Drop, 2011  (ISBN 978-0-316-21455-1)), trad. Robert Pépin, 396 p.  (ISBN 978-2-702-14155-7)
16. Dans la ville en feu, Calmann-Lévy, 2015 ((en) The Black Box, 2012  (ISBN 978-0-316-06943-4)), trad. Robert Pépin, 400 p.  (ISBN 978-2-702-14156-4)Publié également en français en livre audio, lu par Jacques Chaussepied, Paris, 2015, éd. Audiolib, 1 disque compact (durée : 11 h 27),  (ISBN 9782356419361), (BNF 44312201).
17. Mariachi Plaza, Calmann-Lévy, 2016 ((en) The Burning Room, 2014  (ISBN 978-0-316-22593-9)), trad. Robert Pépin, 432 p.  (ISBN 978-2-702-15650-6)
18. Jusqu'à l'impensable, Calmann-Lévy, 2017 ((en) The Crossing, 2015  (ISBN 978-0-316-22588-5)), trad. Robert Pépin, 400 p.  (ISBN 978-2-702-15651-3)Dans lequel apparaît Mickey Haller
19. Sur un mauvais adieu, Calmann-Lévy, 2018 ((en) The Wrong Side of Goodbye, 2016  (ISBN 978-0-316-22594-6)), trad. Robert Pépin, 450 p.  (ISBN 978-2-702-15652-0)Dans lequel apparaît Mickey Haller
20. Une vérité à deux visages, Calmann-Lévy, 2019 ((en) Two Kinds of Truth, 2017  (ISBN 978-0-316-22590-8)), trad. Robert Pépin, 432 p.  (ISBN 978-2-702-15694-0)
21. Nuit sombre et sacrée, Calmann-Lévy, 2020 ((en) Dark Sacred Night, 2018  (ISBN 978-0-316-48480-0)), trad. Robert Pépin, 432 p.  (ISBN 978-2-702-16631-4)Dans lequel Harry Bosch est associé à Renée Ballard
22. Incendie nocturne, Calmann-Lévy, 2020 ((en) The Night Fire, 2019  (ISBN 978-0-316-48561-6)), trad. Robert Pépin, 468 p.  (ISBN 978-2-702-16632-1)Dans lequel Harry Bosch est associé à Renée Ballard
23. Les Ténèbres et la Nuit, Calmann-Lévy, 2022 ((en) The Dark Hours, 2021  (ISBN 978-0-316-48564-7)), trad. Robert Pépin, 450 p.  (ISBN 978-2-702-16634-5)Dans lequel Harry Bosch est associé à Renée Ballard
24. L'Étoile du désert, Calmann-Lévy, 2023 ((en) Desert Star, 2022  (ISBN 978-0-316-48565-4)), trad. Robert Pépin, 416 p.  (ISBN 978-2-702-16635-2)Dans lequel Harry Bosch est associé à Renée Ballard
25. À qui sait attendre, Calmann-Lévy, 2025 ((en) The Waiting, 2024  (ISBN 978-0-316-56379-6)), trad. Robert Pépin, 480 p.  (ISBN 978-2-702-18904-7)Dans lequel Harry Bosch est associé à Renée Ballard et où Maddie, la fille de Bosch, a une place importante

#### Nouvelles
- (en) Christmas Even, 2004Nouvelle contenue dans le recueil collectif Murder and All That Jazz
- (en) Cielo Azul, 2005Nouvelle contenue dans le recueil collectif Dangerous Women
- (fr) Angle d'attaque, 2005Nouvelle contenue dans le recueil collectif Plots With Guns
- (en) Suicide Run, 2007Nouvelle contenue dans le recueil collectif Hollywood and Crime
- (en) One Dollar Jackpot, 2007Nouvelle contenue dans le recueil collectif Dead Man's Hand
- (en) Father's Day, 2008Nouvelle contenue dans le recueil collectif The Blue Religion
- (en) Blue on Black, 2010Nouvelle contenue dans le recueil collectif Hook, Line & Sinister
- (en) Blood Washes Off, 2011Nouvelle contenue dans le recueil collectif The Rich and The Dead
- Vol de Nuit in Face à Face, Fleuve Noir, collection 12/21, 2020 (Face Off, 2014), Policier, Thriller, trad. Maxime Berrée  (ISBN 2265154709)Écrit avec Dennis Lehane. Anthologie réunie par David Baldacci - 11 nouvelles rédigées par des équipes de deux à trois auteurs.
- Billy Ratliff, 19 ans, Calmann-Lévy, 2016 (Switchblade, Allen & Unwin, 2014), 59 p.  (ISBN 9782702159422)

#### Recueils de nouvelles
- Angle d'attaque, Calmann-Lévy, 2013 ((en) Angle of Investigation, 2011), trad. Robert Pépin, 111 p.  (ISBN 978-2-7021-5329-1)Recueil de trois nouvelles (ebook et livre audio)
- Intervention suicide, 2014 ((en) Suicide Run, 2011)Recueil de trois nouvelles (ebook et livre audio)

### SérieMickey Haller
Cette série de romans s'apparente plus au genre de la « fiction procédurale », populaire aux États-Unis. Son héros, l'avocat Mickey Haller Jr., est le demi-frère de Harry Bosch.

#### Romans
1. La Défense Lincoln, Calmann-Lévy, 2006 ((en) The Lincoln Lawyer, 2005  (ISBN 978-0-316-73493-6)), trad. Robert Pépin, 336 p.  (ISBN 978-2-702-16097-8)
2. Le Verdict du plomb, Éditions du Seuil, 2009 ((en) The Brass Verdict, 2008  (ISBN 0-316-16629-4)), trad. Robert Pépin, 525 p.  (ISBN 978-2-757-81762-9)Dans lequel apparaissent Harry Bosch et Jack McEvoy
3. Volte-face, Calmann-Lévy, 2012 ((en) The Reversal, 2010  (ISBN 978-0-316-06948-9)), trad. Robert Pépin, 440 p.  (ISBN 978-2-702-14153-3)Dans lequel apparaissent Harry Bosch et Rachel Walling
4. Le Cinquième Témoin, Calmann-Lévy, 2013 ((en) The 5th Witness, 2011  (ISBN 978-0-316-06935-9)), trad. Robert Pépin, 478 p.  (ISBN 978-2-702-14154-0)
5. Les Dieux du verdict, Calmann-Lévy, 2015 ((en) The Gods of Guilt, 2013  (ISBN 978-0-316-06951-9)), trad. Robert Pépin, 336 p.  (ISBN 978-2-702-14157-1)Dans lequel apparaît Harry Bosch.
6. L'Innocence et la Loi, Calmann-Lévy, 2021 ((en) The Law of Innocence, 2020  (ISBN 978-0-316-48562-3)), trad. Robert Pépin, 450 p.  (ISBN 978-2-702-16633-8)Dans lequel apparaît Harry Bosch.
7. Sans l'ombre d'un doute, Calmann-Lévy, 2024 ((en) Resurrection Walk, 2023  (ISBN 978-0-316-56376-5)), trad. Robert Pépin, 380 p.  (ISBN 978-2-702-18903-0)Dans lequel Harry Bosch est associé à Mickey Haller et où apparait Renée Ballard.

#### Nouvelle
- (en) The Perfect Triangle, 2010Nouvelle contenue dans le recueil collectif The Dark End of the Street

### SérieJack McEvoy
1. Le Poète, 1997 ((en) The Poet, 1996)Dans lequel apparaît aussi Rachel Walling. Prix Mystère de la critique 1998
2. L'Épouvantail, 2010 ((en) The Scarecrow, 2009)Dans lequel apparaît aussi Rachel Walling
3. Séquences mortelles, 2021 ((en) Fair Warning, 2020)Dans lequel apparaît aussi Rachel Walling

### SérieRenée Ballard
1. En attendant le jour, Calmann-Lévy, 2019 ((en) The Late Show, 2017  (ISBN 978-0-316-43992-3)), trad. Robert Pépin, 432 p.  (ISBN 978-2-702-15693-3)
2. Nuit sombre et sacrée, Calmann-Lévy, 2020 ((en) Dark Sacred Night, 2018  (ISBN 978-0-316-48480-0)), trad. Robert Pépin, 432 p.  (ISBN 978-2-702-16631-4)Dans lequel Harry Bosch est associé à Renée Ballard
3. Incendie nocturne, Calmann-Lévy, 2020 ((en) The Night Fire, 2019  (ISBN 978-0-316-48561-6)), trad. Robert Pépin, 468 p.  (ISBN 978-2-702-16632-1)Dans lequel Harry Bosch est associé à Renée Ballard
4. Les Ténèbres et la Nuit, Calmann-Lévy, 2022 ((en) The Dark Hours, 2021  (ISBN 978-0-316-48564-7)), trad. Robert Pépin, 450 p.  (ISBN 978-2-702-16634-5)Dans lequel Harry Bosch est associé à Renée Ballard
5. L'Étoile du désert, Calmann-Lévy, 2023 ((en) Desert Star, 2022  (ISBN 978-0-316-48565-4)), trad. Robert Pépin, 416 p.  (ISBN 978-2-702-16635-2)Dans lequel Harry Bosch est associé à Renée Ballard
6. À qui sait attendre, Calmann-Lévy, 2025 ((en) The Waiting, 2024  (ISBN 978-0-316-56379-6)), trad. Robert Pépin, 480 p.  (ISBN 978-2-702-18904-7)Dans lequel Harry Bosch est associé à Renée Ballard et où Maddie, la fille de Bosch, a une place importante

### Sérieinspecteur Stilwell
1. Sous les eaux d'Avalon, Calmann-Lévy, 2025 ((en) Nightshade, 2025), trad. Robert Pépin, 400 p.  (ISBN 978-2-702-19433-1)

### Romans indépendants
- Créance de sang, 1999 ((en) Blood Work, 1998)Roman où Terry McCaleb est le seul enquêteur. Lauréat du Grand prix de littérature policière 1999
- La Lune était noire, 2000 ((en) Void Moon, 2000)Seul roman de l'auteur où le personnage principal, Cassie Black, est non seulement une femme mais aussi une criminelle
- Darling Lilly, 2003 ((en) Chasing the Dime, 2002)

### Recueil de nouvelles
- Mulholland, vue plongeante, Calmann-Lévy, 2015 (Mulholland Dive, 2012)Paru en français uniquement au format numérique, contenant trois nouvelles : De mêche (Cahoots, 2002), Mulholland, vue plongeante (Mulholland Dive, 2007) et Coup double (Two-Bagger, 2001)
- Le Coffre oublié, Calmann-Lévy, 2015 (The Safe Man: A Ghost Story, 2012)Paru en français uniquement au format numérique

### Recueil d'articles de journaux
- Chroniques du crime, 2006 ((en) Crime Beat : A Decade of Covering Cops and Killers, 2004)

### Filmographie
Sauf indication contraire, les informations mentionnées dans cette section peuvent être confirmées par la base de données cinématographiques IMDb,  présente dans la section « Liens externes ».

#### Acteur
- 2009-2015 : Castle - 4 épisodes : lui-même
- 2019-2020 : Harry Bosch (Bosch) - 2 épisodes : un homme au bar / un homme au commissariat (caméos non crédités)

#### Scénariste
- 2001 : Unité 9 (Level 9) - 2 épisodes (également créateur de la série avec John Sacret Young)
- 2009 : Conflict of Interest (vidéofilm) de T. L. Lankford
- 2014-2021 : Harry Bosch (Bosch) (scénariste de quelques épisodes et créateur de la série)
- 2022-2025 : Bosch: Legacy (scénariste de quelques épisodes et créateur de la série)
- 2025-en cours : Ballard[2] (scénariste de quelques épisodes et créateur de la série)
- prochainement : Avalon (cocréée avec David E. Kelley)

#### Producteur
- 2001-2002 : Unité 9 (Level 9)
- 2014 : Sound of Redemption: The Frank Morgan Story (documentaire) de N. C. Heikin
- 2018 : Tales of the American (documentaire) de Stephen Seemayer
- 2014-2021 : Harry Bosch (Bosch) (série TV)
- 2022- : Bosch: Legacy (série TV)
- 2022- : La Défense Lincoln (The Lincoln Lawyer) (série TV)
- prochainement : Avalon

## Adaptations cinématographiques et télévisées de son œuvre
- 2002 : Créance de sang (Blood Work) de et avec Clint Eastwood
- 2011 : La Défense Lincoln (The Lincoln Lawyer) de Brad Furman avec Matthew McConaughey
- 2022- : La Défense Lincoln (The Lincoln Lawyer) - série TV
- 2014-2021 : Harry Bosch (Bosch) - série TV
- 2022-2025 : Bosch: Legacy - série TV (série dérivée de Harry Bosch)
- 2025- en cours : Ballard [3]

## Distinctions

### Prix
- Prix Edgar-Allan-Poe 1993 du meilleur premier roman pour Les Égouts de Los Angeles (The Black Echo)[4]
- Prix Calibre 38 1993 pour Les Égouts de Los Angeles (The Black Echo)
- Prix Dilys 1996 pour Le Dernier Coyote (The Last Coyote)[5]
- Prix Anthony 1997 du meilleur roman pour Le Poète (The Poet)[6]
- Prix Dilys 1997 pour Le Poète (The Poet)[5]
- Prix Nero 1997 pour Le Poète (The Poet) [7]
- Prix Barry 1998 du meilleur roman pour Le Cadavre dans la Rolls (Trunk Music)[8]
- Prix Mystère de la critique 1998 pour Le Poète (The Poet)[9]
- Grand prix de littérature policière 1999 pour Créance de sang (Blood Work)[10]
- Prix Anthony 2003 du meilleur roman pour Wonderland Avenue (City of Bones)[6]
- Prix Barry 2003 du meilleur roman pour Wonderland Avenue (City of Bones)[8]
- Prix Macavity 2006 du meilleur roman pour La Défense Lincoln (The Lincoln Lawyer)[11]
- Prix Shamus 2006 pour La Défense Lincoln (The Lincoln Lawyer)[12]
- Prix Anthony 2009 du meilleur roman pour Le Verdict du plomb (The Brass Verdict)[6]
- Prix des Lecteurs du Livre de Poche 2013 pour Volte-Face (The Reversal)
- Diamond Dagger Award 2018[13],[14]
- Prix Barry 2023 du meilleur roman pour Desert Star[8]

### Nominations
- Prix Anthony 1993 du meilleur premier roman pour Les Égouts de Los Angeles (The Black Echo)[6]
- Prix Dilys 1993 pour Les Égouts de Los Angeles (The Black Echo)[5]
- Prix Anthony 1994 du meilleur roman pour La Glace noire (The Black Ice)[6]
- Prix Hammett 1994 pour La Glace noire (The Black Ice)[15]
- Prix Anthony 1995 du meilleur roman pour La Blonde en béton (The Concrete Blonde)[6]
- Prix Macavity 1995 du meilleur roman pour La Blonde en béton (The Concrete Blonde)[11]
- Prix Dilys 1995 pour La Blonde en béton (The Concrete Blonde)[5]
- Prix Anthony 1996 du meilleur roman pour Le Dernier Coyote (The Last Coyote)[6]
- Prix Hammett 1996 pour Le Dernier Coyote (The Last Coyote)[15]
- Prix Hammett 1996 pour Le Poète (The Poet)[15]
- Prix Macavity 1996 du meilleur roman pour Le Dernier Coyote (The Last Coyote)[11]
- Prix Hammett 1998 pour Le Cadavre dans la Rolls (Trunk Music)[15]
- Prix Macavity 1998 du meilleur roman pour Le Cadavre dans la Rolls (Trunk Music)[15]
- Prix Dagger 1999 pour L'Envol des anges (Angels Flight)[16]
- Prix Barry 2000 du meilleur roman pour L'Envol des anges (Angels Flight)[8]
- Prix Barry 2002 du meilleur roman pour L'Oiseau des ténèbres (A Darkness More Than Night)[8]
- Prix Dagger 2002 pour Wonderland Avenue (City of Bones)[16]
- Prix Edgar-Allan-Poe 2003 du meilleur roman pour Wonderland Avenue (City of Bones)[4]
- Prix Macavity 2003 du meilleur roman Wonderland Avenue (City of Bones)[11]
- Steel Dagger Award 2006 pour La Défense Lincoln (The Lincoln Lawyer)[16]
- Prix Edgar-Allan-Poe 2006 du meilleur roman pour La Défense Lincoln (The Lincoln Lawyer)[4]
- Prix Anthony 2006 du meilleur roman pour La Défense Lincoln (The Lincoln Lawyer)[6]
- Prix Barry 2006 du meilleur roman de la décennie pour La Défense Lincoln (The Lincoln Lawyer)[8]
- Steel Dagger Award 2009 pour Le Verdict du plomb (The Brass Verdict)[16]
- Prix Thriller 2011 du meilleur roman pour Volte-face (The Reversal)[17]
- Prix Anthony 2012 du meilleur roman pour Ceux qui tombent (The Drop)[6]
- Golden Nugget Award 2012 pour Ceux qui tombent (The Drop)[18]
- Prix Lefty 2016 pour Jusqu'à l'impensable (The Crossing)[18]
- Prix Barry 2017 du meilleur roman pour Sur un mauvais adieu (The Wrong Side of Goodbye)[8]
- Prix Anthony 2018 du meilleur roman pour Une vérité à deux visages (Two Kinds of Truth)[6]
- Prix Anthony 2018 du meilleur roman pour En attendant le jour (The Late Show)[6]
- Prix Barry 2018 du meilleur roman pour En attendant le jour (The Late Show)[8]
- Prix Barry 2019 du meilleur roman pour Nuit sombre et sacrée (Dark Sacred Night)[8]
- Prix Barry 2021 du meilleur roman pour L'Innocence et la Loi (The Law of Innocence)[8]
- Prix Barry 2022 du meilleur roman pour The Dark Hours[8]
- Prix Macavity 2022 du meilleur roman pour The Dark Hours[11]